# Harry Veitch
Sir Harry James Veitch (24 de junho de 1840 - 6 de julho de 1924) foi um horticultor inglês do século XIX, era o chefe do negócio de viveiro da família, James Veitch &amp; Sons, com sede em Chelsea, Londres. Ele foi fundamental na criação do Chelsea Flower Show, o que o levou a ser nomeado cavaleiro por serviços prestados à horticultura.

## Serviço público e o Chelsea Flower Show
Por mais de trinta anos após 1870, Veitch foi um visitante constante em reuniões de horticultura continentais. Já em 1869, juntamente com Sir Joseph Hooker (diretor do Royal Botanic Gardens, Kew), ele estava entre os presentes na primeira exposição internacional na Rússia, realizada em São Petersburgo.
Por quase vinte e cinco anos, Veitch foi presidente da Gardener's Royal Benevolent Institution, conduzindo habilmente seus negócios e contribuindo generosamente para seus fundos. Ele também apoiou o Royal Gardener's Orphan Fund e o United Horticultural Benefit Club por muitos anos e também atuou como membro do conselho de diretores das British Orphan Schools e no comitê de St. Anne's e das City of London Missions. A todas essas organizações ele concedeu seu patrocínio livremente e sua assistência financeira generosamente.
Em 1866, a "Grande Exposição Internacional de Horticultura" foi realizada em Londres; Veitch tornou-se membro do comitê executivo de 21 membros e atuou em muitos dos subcomitês. Com os lucros da exposição, a Biblioteca Lindley foi comprada e transferida para a Royal Horticultural Society. Veitch esteve intimamente associado a esta organização durante muitos anos e ajudou a estabelecer a sua popularidade a partir daí.
Uma exposição anual de flores foi realizada pela primeira vez em 1862, chamada de "Royal Horticultural Society 's Great Spring Show". O local foi o jardim RHS em Kensington. Quando o jardim foi fechado em 1888, a exposição foi transferida para os jardins do Inner Temple, perto do Victoria Embankment. Em 1912, o Temple Show foi cancelado. No entanto, Sir Harry Veitch trouxe esse evento de volta ao garantir o terreno do Royal Hospital, em Chelsea, para um evento único, a "Segunda Grande Exposição Internacional de Horticultura". O show foi um sucesso e o Great Spring Show foi transferido para lá em 1913, onde se tornou o local do atual Chelsea Flower Show anual.

## Jardins
Em 1902, Veitch projetou os jardins de Ascott House perto de Wing, Buckinghamshire, para Leopold de Rothschild e sua esposa.
Os jardins do Castelo de Caerhays, na Cornualha, a casa de John Charles Williams (deputado por Truro), foram plantados com sementes doadas por Harry Veitch, daquelas trazidas da China por Ernest Henry Wilson em 1903.
Os jardins do Castelo de Birr, na Irlanda, foram plantados com árvores e arbustos comprados na venda do viveiro de Veitch em Londres em 1914. Incluídas nesta coleção estavam várias introduções de Wilson da China; uma Carrierea calycina excepcionalmente rara, espécimes de Rhododendron yunnanense e uma Magnolia delavayi muito boa que ainda sobrevivem hoje.